# Convención de Instituciones Republicanas
La Convención de Instituciones Republicanas (CIR) (en francés Convention des institutions républicaines) fue un partido político creado por François Mitterrand en 1964 a partir de la unión de diversos clubes políticos situados en la izquierda republicana y socialista (Atelier Républicain, Citoyens 60, Front démocratique européen, Mouvement Démocratique Féminin...). Esta federación relativamente precaria se fue consolidando poco a poco y convirtiéndose en un verdadero partido político, en particular con motivo de las elecciones presidenciales de 1965. La CIR se constituye entonces como el elemento central de la coalición que sostiene la candidatura presidencial de François Mitterrand bajo la denominación de Federación de la Izquierda Demócrata y Socialista (Fédération de la gauche démocrate et socialiste). En 1971, la CIR se integra en el Partido Socialista en el Congreso de Épinay. Los clubs miembros de la CIR permanecen, en algunos casos, encuadrados en el PS como estructuras asociadas. En la CIR, diversos hombres y mujeres cercanos a François Mitterrand empezaron su carrera política, como Pierre Joxe o Édith Cresson.

## Principales miembros de la CIR
- François Mitterrand
- Georges Beauchamp[3]
- Gérard Collomb
- Édith Cresson
- Georges Dayan
- Michel Dreyfus-Schmidt
- Roland Dumas
- Claude Estier
- Georges Fillioud
- Élisabeth Guigou
- Bernard Hazo
- Charles Hernu
- Pierre Joxe
- André Labarrère
- Louis Mermaz
- Louis Mexandeau
- Guy Penne
- André Rousselet
- Gérard Saumade
- Daniel Vaillant
- Marc Valle
- Marie-Thérèse Eyquem
- Stelio Farandjis